# Astérix et les Normands
Astérix et les Normands est le neuvième album de la bande dessinée Astérix, publié en 1966. Le scénario est de René Goscinny et le dessin d'Albert Uderzo.
Il a été prépublié dans le journal Pilote du no 340 (28 avril 1966) au no 361 (22 septembre 1966).

## Résumé
Afin de devenir un homme, Goudurix, jeune Lutécien branché et oisif, amateur de chars de course et d'une danse nommée monkix, est envoyé chez son oncle Abraracourcix, chef du village gaulois. Durant son séjour, Astérix et Obélix sont chargés d'endurcir le jeune homme. Ils essaient de l'initier à la danse, à la course et à la chasse.
Pendant ce temps, des Normands, qui ne connaissent pas la peur, débarquent de leur drakkar sur la plage non loin du village, à la recherche de gens pouvant leur apprendre la peur. Ayant entendu dire que « la peur donne des ailes », et prenant cette expression au pied de la lettre, leur chef Olaf Grossebaf est persuadé que, par ce biais, les Normands apprendront à voler. Il est mal tombé car, pas plus qu'eux, les Gaulois du village ne connaissent la peur. Mais Goudurix, tétanisé par l'annonce de l'arrivée d'un bateau plein de Normands, semble être le professeur idéal pour enseigner la peur. Les Normands le kidnappent.
Astérix et Obélix partent à sa recherche. Arrivés au camp normand, et après avoir défait la plupart des hommes d'Olaf Grossebaf (dans une bagarre où se mêlent quelques légionnaires romains malchanceux), ils apprennent la raison de la capture de Goudurix. À Grossebaf (qui a l'intention de lancer le jeune Lutécien terrifié du haut d'une falaise pour le voir voler), le rusé Astérix propose une autre méthode d'apprentissage de la peur. Il demande à Obélix de retourner au village afin d'en ramener la seule chose pouvant terrifier les guerriers : le barde Assurancetourix, dont les chants sont insoutenables. Astérix offre de rester chez les Normands comme otage.
Or Assurancetourix a trouvé en Goudurix son seul admirateur. Il a été charmé par ce garçon qui vient de la capitale et qui apprécie sa musique. Le barde, grisé par les récits de Goudurix sur la vie lutécienne des artistes musicaux, vient de partir pour Lutèce à la conquête de l'Olympix. Obélix le rattrape sur la route, et le ramène aux Normands : Assurancetourix est ravi de chanter pour un nouveau public.
Durant son récital, les Normands sont épouvantés par sa musique. Ils connaissent enfin la peur, mais découvrent que celle-ci ne les fait pas voler. Exaspéré par la situation, le peureux Goudurix explose de colère, suscitant l'étonnement de tous en devenant courageux. Les Normands repartent chez eux et, sur le chemin, commencent à craindre des dangers dont ils ne soupçonnaient pas l'existence.
C'est la fin du séjour de Goudurix, qui sort grandi de cette expérience. Avant son départ pour Lutèce, le village organise un banquet en son honneur.

## Personnages principaux
- Les habitants du village gaulois, dont : 
  - Astérix, guerrier,
  - Obélix, livreur de menhir,
  - Idéfix, chien d'Obélix,
  - Pneumatix, facteur,
  - Abraracourcix, chef du village,
  - Cétautomatix, forgeron,
  - Assurancetourix, barde,
  - Panoramix, druide,
  - Boulimix, Aventurépix, Porquépix, Allégorix, Élèvedelix, autres habitants du village,
- Goudurix, jeune lutécien branché, neveu d'Abraracourcix (car fils de son frère Océanonix),
- Les pirates, dont : 
  - Barbe-Rouge (non nommé), chef des pirates,
  - Baba (non nommé), vigie des pirates dont on entend juste la voix,
- Les Normands, dont :
  - Olaf Grossebaf, chef des Normands :
  - Batdaf, Paraf, Épitaf, Cénotaf, Complètemenpaf, Bellegaf, Mataf (vigie du drakkar des Normands), Épaf, Plaf, Cinématograf, Caraf, Bathyscaf, Dactilograf, Sténograf, Autograf, guerriers normands,
- décurion romain,
- Arrédebus, légionnaire romain,
- Olibrius, nouveau légionnaire romain, faisant du zèle,
- centurion du camp romain,
- Selfservix, tenancier de l'auberge Chez Selfservix.

## Analyse

### Personnages
Le barde Assurancetourix joue dans cette histoire un rôle central, puisque sa musique se révèle très utile pour le dénouement de l'histoire : comme ce sera aussi le cas dans l'album Astérix chez Rahàzade, ses talents musicaux sauvent la situation. Ils lui valent même, pour la première fois de la série, une invitation au traditionnel banquet final : c'est son éternel « ennemi » Cétautomatix qui se retrouve ligoté à un arbre.
Dans la 1re case de la page 13, deux vieillards sur un banc du village dont l'un d'eux semble être Agecanonix, qui est déjà apparu plusieurs fois sans jamais être nommé. Ce physique devait représenter l'archétype du vieillard pour Uderzo bien avant qu'il n'imagine créer Agecanonix car on l'a déjà souvent croisé. Encore dans cette aventure, le vieillard auquel Obélix s'adresse au bas de la page 34 en est un énième sosie.
C'est dans cet album que l'on découvre qu'Idéfix ne supporte pas que l'on fasse du mal aux arbres.
Apparaît pour la première fois dans la série le facteur gaulois Pneumatix, qui apporte la lettre prévenant l'arrivée de Goudurix à Abraracourcix. Il ne semble pas épuisé par son lourd fardeau (le courrier est pourtant gravé sur des plaques de marbre). Son nom fait référence aux tubes pneumatiques, un système de transport de courriers, missives urgentes et autres objets, utilisé dans beaucoup de rédactions de journaux à l'époque, dont certainement celle du journal Pilote. On ignore si le facteur Pneumatix vit ou non dans le village. On le reverra dans les albums Astérix légionnaire, L'anniversaire d'Astérix et Obélix - Le Livre d'or et Le Papyrus de César.
Le forgeron Cétautomatix acquiert dans cet album son aspect physique définitif : torse nu, massif et musclé, avec un tablier de forgeron. C'est ici donc que le forgeron du village naît vraiment et devient un personnage récurrent, probablement parce que Goscinny le destinait à finir l'album à la place habituelle du barde, donc il fallait qu'il soit identifiable avec un caractère défini.
D'autres noms d'habitants du village sont cités : Boulimix, Aventurépix, Porquépix, Allégorix, Élèvedelix.
Tous les noms des Normands ont un suffixe en -af, sur le modèle du roi Olaf II de Norvège.
Le nom de Batdaf, le second d'Olaf Grossebaf, évoque les Bataillons d'Afrique, en abrégé Bat'd'Af.
On ignore de quel camp romain le centurion et les légionnaires de l'album proviennent.
Océanonix, frère d'Abraracourcix et père de Goudurix, est cité mais n'apparaît pas dans l'album.
Triple-Patte, habituellement présent parmi les pirates, n'apparaît pas dans cet album.

### Éléments culturels

#### Normands et Normandie
Les auteurs jouent avec les représentations dans la culture populaire des guerriers Vikings, notamment en leur faisant porter des casques à cornes. Or, aucune preuve historique n'atteste que ce fut réellement le cas ; s'il est possible qu'ils en aient porté, cela devait être en de rares occasions.
Les Normands possèdent eux aussi une sorte de potion magique, le calva (abréviation de calvados), qu'ils boivent dans le crâne de leurs vaincus. En effet, Goscinny prend un malin plaisir à mélanger les références aux Normands scandinaves (les Vikings) et celles aux Normands de la future province française de Normandie. C'est ainsi qu'en plus du calva, les Normands de l'album consomment beaucoup de crème dans leur cuisine, font des réponses de Normand, creusent des trous normands, etc. Évidemment, ils débarquent en Gaule en chantant « Je veux revoir ma Normandie », en référence aux paroles de Ma Normandie de Frédéric Bérat.
Parallèlement, Assurancetourix se rend à Lutèce (à l’Olympix, parodiant l’Olympia de Paris). Lors de son passage dans la future Normandie, son chant effraie les animaux et les vaches locales, référence aux vaches normandes.

#### Années yéyé
Goudurix représente une synthèse de la jeunesse parisienne et française des années 1960, chantant le Monkix : c'est un jeune homme de la ville, branché, chevelu, amateur de musiques énergiques yéyé et de harpes saturées. Il arrive au village en coupé sport : un « char sport fabriqué à Mediolanum », référence directe aux voitures Alfa Romeo, dont les usines historiques sont installées à Milan (en latin Mediolanum).

### Éléments historiques / anachronismes
Astérix demande au chef Grossebaf : « Si nous vous apprenons la peur, vous nous rendez notre champion, et vous partez ? » À quoi Grossebaf répond : « Oui. Nous ne sommes pas venus faire la guerre. Pour ça, nos descendants s'en chargeront dans quelques siècles… » Cette réponse fait référence aux invasions normandes que subira la France à l'époque des Carolingiens.
Page 35, au bord de la voie romaine un panneau routier identique aux panneaux actuels sauf qu'il est en bois, signale un dos d'âne.

### Chansons
- Le Monkix, chanté par Goudurix, parodiant une danse, le Monkiss, lancée par Eddie Barclay au Bus Palladium, qui a eu un succès éphémère au début des années 1960.
- Le Folklore armoricain, chanté par Assurancetourix, parodiant Le Folklore américain, chanson de Sheila.
- Je veux revoir ma Normandie, chanté par les Normands débarquant en Gaule, parodiant Ma Normandie, chanson de Frédéric Bérat.
- Un milia passuum à pied, ça use les caligulas, chanté par Assurancetourix, parodiant la chanson populaire Un kilomètre à pied, ça use les souliers.
- J'aime la Gaule, la cervoise, Toutatis et les femmes, les femmes, les femmes qui ont les yeux bleus…, chanté par Assurancetourix, parodiant Un rien me fait chanter, chanson de Charles Trenet.
- Ça balance ! Oh, oui !, chanté par Assurancetourix.
- Ma mère ma dit : Assurancetourix, fais-toi tresser les cheveux…, chanté par Assurancetourix, parodiant Les Élucubrations d'Antoine, chanson d'Antoine.
- Et tout ça, ça fait, d'excellents Gaulois !, chanté par Assurancetourix, parodiant Ça fait d'excellents Français, chanson de Maurice Chevalier.
- Ça se balance ! Ça se balance !, chanté par Assurancetourix.

### Jeux de mots
- 1re page case 5, la question d'Astérix joue sur les deux sens de Grave : grave, ce qui est sérieux et le verbe graver.
- Planche 4 : « Faut être antique » dans le sens de « faut être moderne » puisqu'à la case précédente Obélix dit qu'il faut vivre avec son temps et que leur temps, c'est l'Antiquité.
- Un Normand crie « mort aux rennes » à un « policier » car chez eux il y a des rennes pas des vaches.

### Citations latines
- Vah donc eh, faba ! : phrase prononcée par un légionnaire à l'intention d'Olibrius, le traitant de « fayot » (faba signifiant fève, haricot, fayot), car Olibrius fait du zèle pour se faire bien voir de ses supérieurs.
- Sol lucet omnibus (Le soleil luit pour tout le monde) : phrase prononcée par le légionnaire Olibrius, après avoir été assommé par Obélix.
- Mergitur ou pas, fluctuat ! Compris ! Fluctuat ! (coule ou pas, il flotte !), parodiant Fluctuat nec mergitur (Il flotte, mais ne coule pas, devise de la ville de Paris) : phrase prononcée par Goudurix énervé, pour que les Normands s'en aillent enfin à bord de leur drakkar.

### Énigme
La couleur des cheveux de Goudurix est rouge ou rousse sur la couverture, blonde dans l’histoire, sans que l’on sache la raison de cette coquille.

## Tirage
Cet album a été tiré à 1 200 000 exemplaires.

## Publications
- Dargaud, 1966
- Le Lombard, 1966
- Hachette, 1999
- Hachette, 2006

## Adaptations
- Astérix et les Vikings, film d'animation sorti en 2006, qui mêle aussi les éléments de l'album La Grande Traversée et y ajoute des éléments inédits (par exemple, Goudurix tombe amoureux de la fille de Grossebaf, nommée Abba, comme le groupe de chanteurs suédois ABBA, et l'épouse).
- Le personnage de Goudurix et les Normands sont également présents dans le film Astérix et Obélix : Au service de Sa Majesté, sorti en 2012.